# Elisabeth de Baer
Elisabeth de Baer eller Elisabeth de Boer, död efter 1662, var en nederländsk skådespelare.  Tillsammans med Ariana Nozeman och Susanna van Lee blev hon 1653 veterligen den första kvinnliga nederländska skådespelaren verksam i Sverige, samt den första som anställdes vid Nederländernas nationalteater Schouwburg i Amsterdam (1655–1662).

## Biografi
Elisabeth de Baers bakgrund är okänd men skådespelaren Heere de Boer har ibland utpekats som hennes bror och hennes enda klart definierade släkting, systern Margriet de Baer, var gift med målaren och dramatikern Triael Parker. Hon gifte sig 1649 i Amsterdam med skådespelaren Dirck Kalbergen (d. 1655) och 1660 med musikern Aernoldus van Linste.
Elisabeth de Baer var engagerad hos Jan Baptist van Fornenbergh (1624–1697), vars teatersällskap turnerade i norra Tyskland och i Danmark och Sverige 1649–1654. Hon debuterade i juli 1655 på Schouwburg tre månader efter att teaterns första kvinnliga skådespelare, Ariana Nozeman, hade anställts där. Hon spelade biroller i tragedier samt roller i farser och uppträdde ofta i balettföreställningar. Hon lämnade Amsterdam med skådespelarna Jacob Kemp och Johannes van Velzen år 1662 och där slutar spåren efter henne.